# Vassar
Vassar is een plaats (city) in de Amerikaanse staat Michigan, en valt bestuurlijk gezien onder Tuscola County.

## Demografie
Bij de volkstelling in 2000 werd het aantal inwoners vastgesteld op 2823.
In 2006 is het aantal inwoners door het United States Census Bureau geschat op 2746, een daling van 77 (-2,7%).

## Geografie
Volgens het United States Census Bureau beslaat de plaats een oppervlakte van
5,8 km², geheel bestaande uit land. Vassar ligt op ongeveer 229 m boven zeeniveau.

## Plaatsen in de nabije omgeving
De onderstaande figuur toont nabijgelegen plaatsen in een straal van 20 km rond Vassar.